# Ohnivá liška
Ohnivá liška (též Firefox, v anglickém originále Firefox) je americký akční filmový techno-thriller z roku 1982, který produkoval, režíroval a v němž hrál Clint Eastwood. Film byl natočen podle stejnojmenného románu Craiga Thomase z roku 1977.
Děj filmu se odehrává v Rusku, ale z důvodů studené války využila Malpaso Company pro natáčení Vídeň a další místa v Rakousku. Jeden zdroj[který?] uvádí, že film byl natočen s rozpočtem 21 milionů dolarů, což byl největší produkční rozpočet společnosti Malpaso v historii, jiný zdroj[který?] uvádí, že na speciální efekty bylo vynaloženo přes 20 milionů dolarů.

## Děj
Společná britsko-americká operace má za cíl ukrást vysoce pokročilý sovětský stíhací letoun MiG-31 „Firefox“, schopný hypersonického letu Mach 6, neviditelný pro radar a vybavený zbraněmi ovládanými myšlenkami. Bývalý major amerického letectva Mitchell Gant, veterán z Vietnamu a někdejší válečný zajatec, se infiltruje do Sovětského svazu s pomocí disidentů, včetně tří vědců pracujících přímo na letounu. Jeho úkolem je ukrást Firefox a dopravit ho na Západ.
KGB už o plánu ví a hledá Ganta, ale díky podpoře disidentů uniká a dostává se na přísně střeženou základnu v Biljarsku, kde je letoun ukryt. Vědec Pjotr Baranovič ho instruuje o ovládání stroje a varuje ho, že existuje i druhý prototyp, který musí být zničen. Gant vyřadí z provozu pilota Jurije Voskova, jenž měl s Firefoxem provést testovací let před příchodem sovětského vůdce. Disidenti vytvoří výbuch jako rozptýlení, ale druhý prototyp není poškozen. Vědci jsou odhaleni a popraveni, zatímco Gant využije chaosu, aby nastoupil do letadla a vzlétl.
Po dramatickém úniku Gant přistane na arktickém ledovci, kde se setká s americkou ponorkou, která ho doplní palivem a municí. Kvůli tomu, že nechtěl zabít Voskova, má nyní problém – Voskov v druhém prototypu dostává rozkaz ho zneškodnit. Dojde k dlouhému vzdušnému souboji, v němž si Gant nakonec vzpomene použít zpětně odpalovanou střelu, čímž zničí Voskovův stroj. Když se ujistí, že ho už žádné další sovětské síly nepronásledují, pokračuje v letu do bezpečí.